# Filip Garbacz
Filip Garbacz (sinh ngày 3 tháng 3 năm 1994 tại Zgierz) là một diễn viên người Ba Lan. Anh nổi tiếng với phim Świnki (2009) trong vai Tomek và phim Matka Teresa od kotów (2010) trong vai Marcin.
Năm 2009, bộ phim Świnki giúp Filip Garbacz mang về Giải thưởng Sư tử vàng ở hạng mục Diễn xuất đầu tay tại Liên hoan phim Ba Lan ở Gdynia và một giải thưởng khác tại Liên hoan phim quốc tế ở Karlovy Vary. Năm sau, bộ phim Matka Teresa od kotów cũng giúp Filip Garbacz đoạt giải thưởng cá nhân ở hạng mục Nam diễn viên chính xuất sắc nhất tại Liên hoan phim quốc tế ở Karlovy Vary.

## Thành tích nghệ thuật
Dưới đây liệt kê các phim điện ảnh và phim truyền hình có sự góp mặt của Filip Garbacz:
| Năm         | Tựa đề                | Vai diễn         | Ghi chú |
| ----------- | --------------------- | ---------------- | ------- |
| 2009        | Świnki                | Tomek            |         |
| 2010        | Glasgow               | Patryk           |         |
| 2010        | Teddyboy              | Andrzej          |         |
| 2010        | Maraton tańca         | Michaś           |         |
| 2010        | Matka Teresa od kotów | Marcin           |         |
| 2010 - 2011 | 1920. Wojna i miłość  | Leszek Kozłowski |         |
| 2011        | Zbigniew              |                  |         |
| 2011        | W ciemności           | Nastolatek       |         |
| 2012        | Pan Tadeusz           | Nastolatek       |         |
| 2013        | Szczeniak             | Kolega Bartka    |         |
| 2014        | Gabinet hipnozy       |                  |         |
| 2017        | Podszept              |                  |         |
| 2018        | Dziura w głowie       |                  |         |